# تحديب جمالي

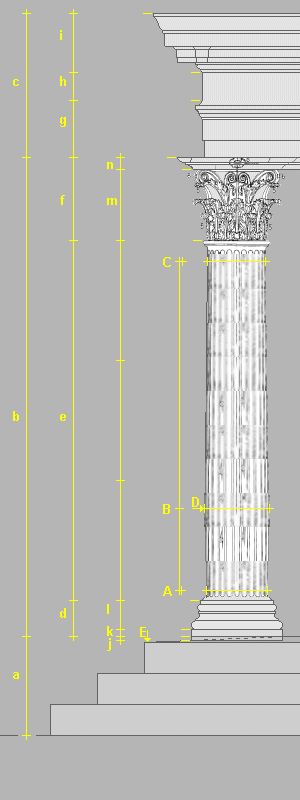
رسم توضيحي لعمود كورنثي يظهر انتفاخًا واضحًا لإنتاسيس عند النقطة D.

التحديب الجمالي أو إنتاسيس (باللاتينيّة: entasis؛ باليونانيّة: εντείνω) هو تطبيق مُنحنى مُحدَّب على السطح الخارجي يُستخدم لأغراض جماليّة في الهندسة المعماريّة. يُعتبر استخدامه في الأعمدة الكلاسيكيّة الأكثر شهرة، والتي تنحني قليلاً حيث يزيد قطرها بالأسفل بينما يقل بالأعلى.
قد يكون الهدف من تطبيق إنتاسيس خلق وهم لقوة أكبر أو إدراك لارتفاع أكثر. وقد تكون وظيفته هندسيّة بحيث يتعلق الأمر بالقوّة. لقد استخدم المعمار الروماني فيتروفيو هذا المصطلح لأول مرّة في كتابه دي أركيتيتورا، وهو مُشتَق من الكلمة اليونانيّة إنتينو وتعني «الامتداد والتوتر الضيق».

## أمثلة
تم تطبيق هذا المبدأ بتصميم الأعمدة عند ثقافات مختلفة في جميع أنحاء العالم، ابتداءً من العصور القديمة إلى العمارة المعاصرة. ويُعتبر بناء الإهرامات المصريّة أول استخدام معروف للإنتاسيس، كما يمكن ملاحظته أيضًا في تصميمات الأعمدة اليونانيّة في الفترات الكلاسيكيّة، والتي بُنيت بعد ألف عام، كما في المعابد ذات الأعمدة الدوريّة في سيجيستا، سيلينوس، وأغريجنتو.
لقد تم استخدام الإنتيسيس بشكل أقل في العمارة الهيلنستيّة والرومانيّة، كما أن المعابد الرومانيّة التي بُنيت خلال هذه الفترات كانت أعلى من تلك التي في العصر الإغريقي، مع وجود أعمدة أطول وأرق.

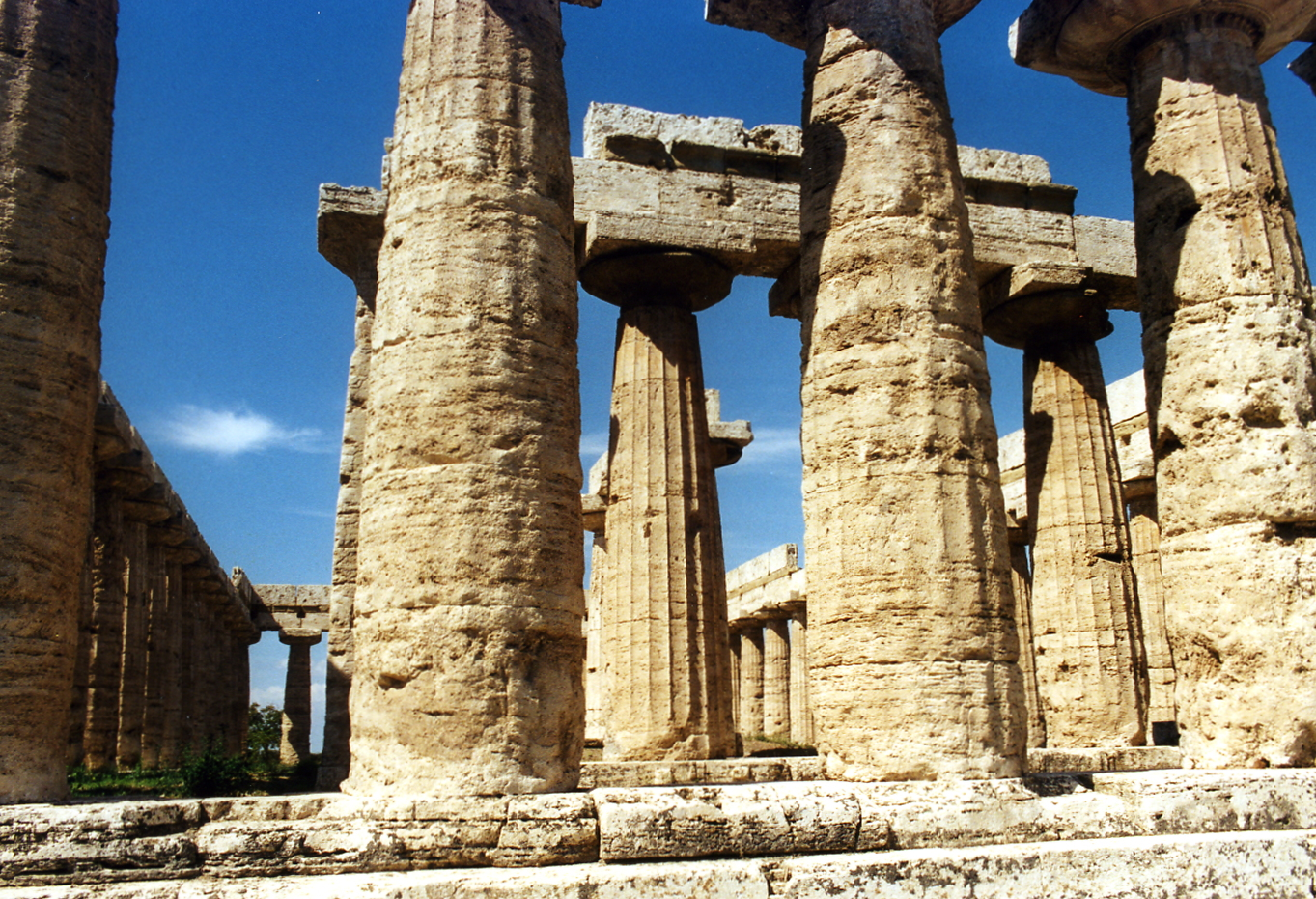
أعمدة معبد هيرا، إيطاليا
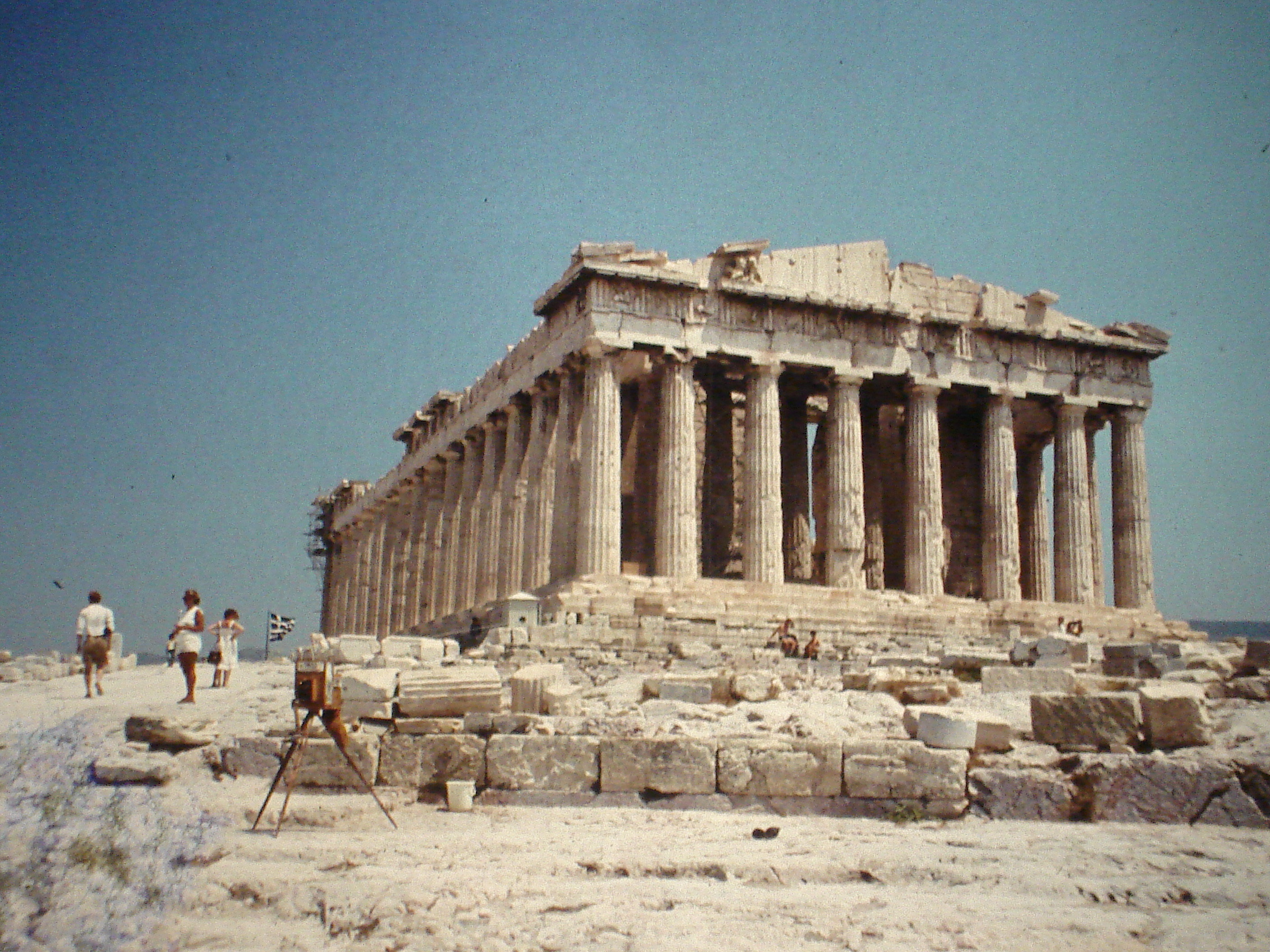
أعمدة البارثينون، اليونان
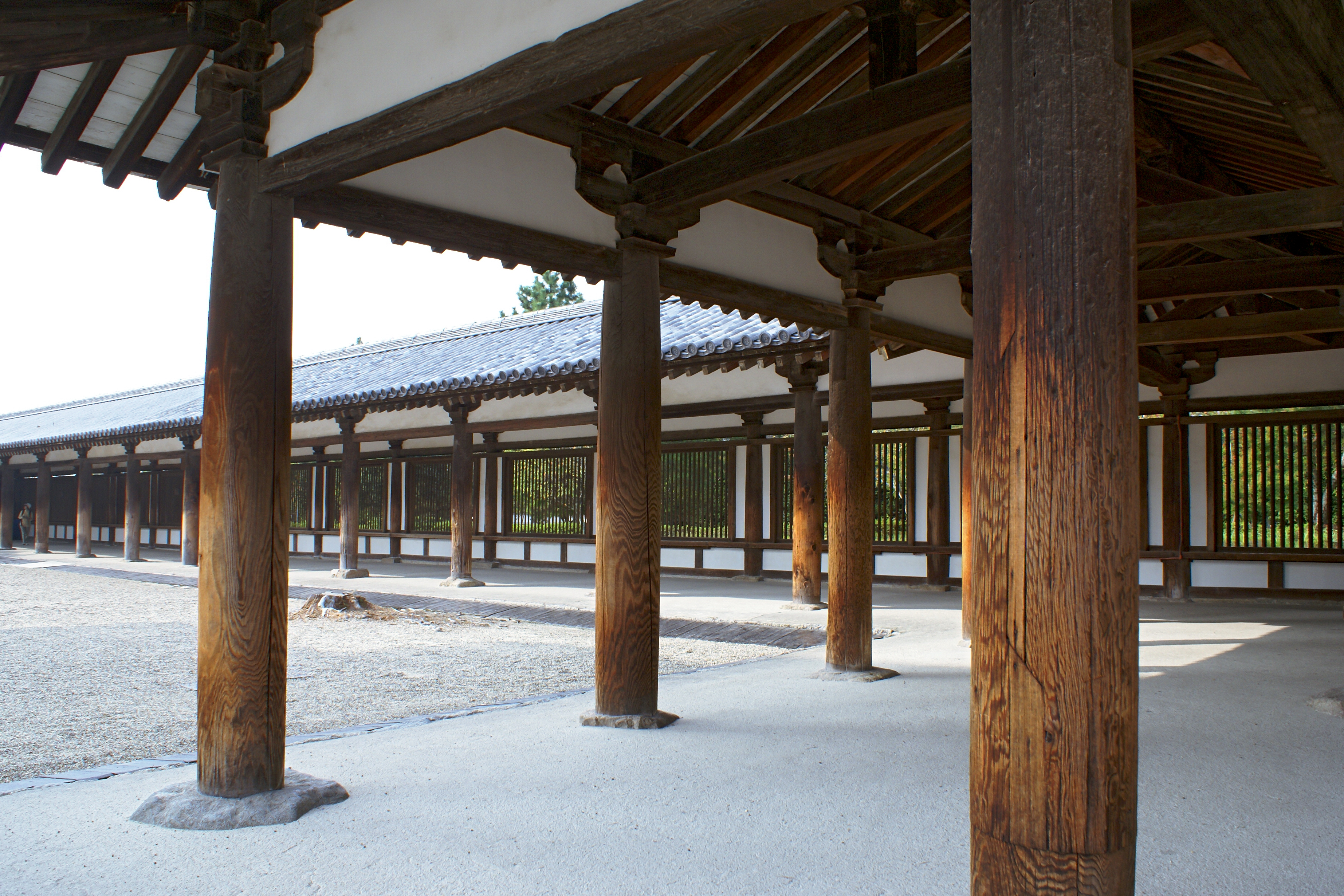
أعمدة معبد هوريو-جي، اليابان

## وصلات خارجية
- إنتاسيس: التعريف والعمارة والمعماريين، study.com (بالإنجليزية)